# Cynometra brachyrrhachis
Espèce
Statut de conservation UICN

 VU B1+2bc, D2 : Vulnérable
Cynometra brachyrrhachis est une espèce de plantes à fleurs de la famille des Fabaceae.

## Publication originale
- Botanische Jahrbücher für Systematik, Pflanzengeschichte und Pflanzengeographie 53: 458. 1915.